# División de Honor Plata femenina de balonmano
División de Honor Plata femenina de balonmano (deutsch etwa: Handball-Ehrendivision Silber der Frauen) ist die dritthöchste Liga im Frauen-Handball in Spanien. Veranstaltet wird der Wettbewerb von der Real Federación Española de Balonmano.

## Geschichte
Bis zum Jahr 2022 war die División de Honor Plata als zweite Liga, unterhalb der División de Honor, angesiedelt. Mit der Spielzeit 2022/2023 wurde die División de Honor Plata zur dritten Liga herabgestuft und die División de Honor Oro als zweite Liga eingeführt.
In vier Gruppen spielen jeweils 14 Vereine jeder gegen jeden. Die beiden besten Vereine der vier Gruppen am Ende der Saison spielen in einer K.o.-Runde zwei Aufsteiger aus.

## Aufsteiger
| Saison         | Aufsteiger in die zweite Liga (División de Honor Oro)                                                         | Anmerkung |
| -------------- | --- | --------- |
| 2025/2026      | n. n. |           |
| 2024/2025      | Lleida Handbol Club, OAR Gràcia Sabadell                                                                      |           |
| 2023/2024      | Adesal Córdoba, Handbol Mislata, Helvetia Anaitasuna, Lanzarote Puerto del Carmen, Solimusis Events Carballal |           |
| 2022/2023      | Costa de Almería Roquetas (Meister, Teilnahme an Relegation zur División de Honor), iKasa Boadilla            |           |
| Saison         | Aufsteiger in die erste Liga (División de Honor)                                                              | Anmerkung |
| 2021/2022      | Club Deportivo Beti Onak, Grafometal La Rioja                                                                 |           |
| 2020/2021      | Handbol Sant Quirze, Club Balonmano Bolaños                                                                   |           |
| 2019/2020 (**) | Lanzarote Puerto del Carmen, Atlántico Pereda, Club Balonmano Morvedre, Adesal Córdoba                        |           |
| 2018/2019 (*)  | Balonmano Salud Tenerife                                                                                      |           |
| 2017/2018      | Club Balonmano Morvedre, Club Balonmano Alcobendas                                                            |           |
| 2016/2017      | HC Puig d'en Valls, Club Deportivo Balonmano Castellón                                                        |           |
| 2015/2016      | Club Balonmano La Calzada, A. D. Escuela de Balonmano Villaverde                                              |           |
| 2014/2015      | Oviedo Balonmano Femenino, Club Deportivo Zarautz                                                             |           |
| 2013/2014      | BM Granollers, Club Balonmano Femenino Málaga Costa del Sol                                                   |           |
| 2012/2013      | Adesal Córdoba, Club Deportivo Balonmano Aula Cultural                                                        |           |
| 2011/2012      | Handbol Esportiu Castelldefels, Club Balonmano Atlético Guardés                                               |           |
| 2010/2011      | Club Balonmano Gijón, Club Balonmano Porriño                                                                  |           |

(*) Wegen der Verkleinerung der Liga stieg nur ein Team auf.
(**) In der Spielzeit 2019/2020, die wegen der COVID-19-Pandemie abgebrochen wurde, stiegen vier Teams auf.